# Équipe de Yougoslavie féminine de football
Maillots
L'équipe de Yougoslavie féminine de football, créée en 1972 et dissoute en 1992, est la sélection de joueuses yougoslaves représentant le pays dans les compétitions internationales de football féminin. Elle défend les couleurs de la République fédérative socialiste de Yougoslavie.
La sélection n'a jamais participé à une phase finale de compétition majeure.

## Histoire
Elle joue son premier match le 25 mai 1972 contre l'Italie (défaite 3-0 à Vicence)
En juin 1991, la Croatie et la Slovénie proclament leur indépendance, leurs ressortissants ne jouent donc plus pour la sélection yougoslave.
Son dernier match officiel est un match de qualification pour le Championnat d'Europe de football féminin 1993 contre l'Allemagne disputé à Sofia le 28 mai 1992 (défaite 3-0). Le match retour prévu le 28 juin 1992 ne sera jamais joué : l'éclatement de la guerre civile yougoslave, à partir de novembre 1991, conduit le Conseil de sécurité des Nations unies à voter le 30 mai 1992 la résolution 757, qui instaure un embargo contre la Yougoslavie et l'empêche notamment de participer à toute manifestation sportive ; les footballeuses yougoslaves sont donc exclues.
La dislocation de la Yougoslavie met un terme à cette sélection.